# Бартлетт, Крейг
Крейг Майкл Бартлетт (англ. Craig Micheal Bartlett; род. 18 октября 1956, Сиэтл, штат Вашингтон, США) — американский аниматор, известный благодаря созданию мультсериалов «Эй, Арнольд!» и «Sky Rat».

## Карьера
После окончания Колледжа Вечнозелёного штата (в Олимпии, штат Вашингтон), он работал на Студии Уиллы Винтон в Портленде, штат Орегон, где научился искусству кукольной анимации, работая на таких фильмах, как «Приключения Марка Твена» (англ. The Adventures of Mark Twain).В 1987 году Бартлетт переехал в Лос-Анджелес, чтобы «оживить» карикатуры «Пенни» (совместно с Николасом Парком) для программы «Pee-wee’s Playhouse» на CBS. Позже Бартлетт, совместно с Klasky Csupo, начал работать в жанре пластилиновой анимации.
Позже он работал в «Искусствах Воображения BRC», направлявших проекты, вроде «Открыток» и «Таинственного домика» для «Ягодной фермы Кнотта» (англ. Knott's Berry Farm).
В 1990 году Бартлетт начал сотрудничать с Nickelodeon, когда создавались первые эпизоды «Ох уж этих деток» и работал над ними. С конца 1993 года начинается работа над созданием Арнольда. «Пилотная» серия начала сниматься весной 1994 года и была закончена к январю 1995 года (показана она была в июле 1996 года). Работа над Арнольдом велась непрерывно 6 лет (с 1995 по 2001 годы) и увенчалась созданием полнометражного мультфильма Арнольд! в 2002 году (хотя изначально она называлась «Арнольд сохраняет район»). Из-за отсутствия коммерческого успеха (13 млн долларов — доходы и 10 — расходы), был заморожен другой полнометражный фильм по сюжету мультсериала «Эй, Арнольд!» — «The Jungle Movie». Крейгу Бартлетту предложили работать на студии Nickelodeon условно, и через некоторое время он ушёл с канала.
В 2005 году Бартлетт вернулся на BRC, чтобы сделать аттракцион мультимедийного симулянта для Космического центра Кеннеди (мыс Канаверал, Флорида), под названием «Опыт с баркасом Шаттла». В ходе этого 3-летнего проекта, Бартлетт интервьюировал 26 астронавтов, чтобы собрать их опыт и действия на Шаттле и орбите. Один из проинтервьюированных Бартлеттом астронавтов был четырёхкратным лётчиком и командиром Шаттла Чарльз Фрэнк Болден-младший.
После разработки различных экспериментальных скриптов, Бартлетт переехал в компанию Джима Хенсона, где в соавторстве написал компьютерный анимационный фильм «Изменчивые басни: 3 поросёнка и ребёнок».
В сентябре 2008 года для детей дошкольного возраста начинают показывать мультсериал «Поезд Динозавра» Джима Хенсона (продюсер — Брайан Хенсон). Это стало первым показом мультсериала, созданного при участии Бартлетта со времён Арнольда. Серии начали показывать на PBS с 7 сентября 2009 года.
В ноябре 2015 года сообщилось, что Бартлетт вернулся к производству фильма «Hey Arnold!: The Jungle Movie» .

## Личная жизнь
Крейг являлся свояком другого известного американского мультипликатора, создателя популярных шоу «Симпсоны», «Футурама» и «Разочарование» Мэтта Гроунинга, будучи женатым на младшей сестре Мэтта, Лизе Гроунинг с 1987 года. Лиза и Крейг расстались в 2015 году, практически после 30 лет брака и на данный момент находятся в бракоразводном процессе. У них есть двое детей: сын Мэтт и дочь Кэтти.

## Фильмография

### Режиссёр
- Поезд динозавров
- Весёлый фургон
- Эй, Арнольд!
- Mystery Lodge
- Postcards
- The Arnold Waltz
- Шоу Рена и Стимпи
- Ох, уж эти детки!
- Арнольд катается на своём стуле

### Сценарист
- Арнольд!
- Изменчивые басни: 3 поросёнка и ребёнок
- Эй, Арнольд!
- Весёлый фургон
- Поезд динозавров
- 2017 — Эй, Арнольд! Кино из джунглей

### Продюсер
- Robo Show
- Весёлый фургон
- Поезд динозавров
- Арнольд!
- Эй, Арнольд!
- 2017 — Эй, Арнольд! Кино из джунглей

### Актёр
- Кактус — Оператор радио
- Арнольд! — Брейни, Грабби (озвучка)
- Эй, Арнольд! — Брейни (озвучка)
- Приключения Марка Твена — Калаверас Минер
- 2017 — Эй, Арнольд! Кино из джунглей — Брейни, Абнер (озвучка)